# Woodcote
Woodcote – wieś i civil parish w Anglii, w hrabstwie Oxfordshire, w dystrykcie South Oxfordshire. Leży 28 km na południowy wschód od Oksfordu i 66 km na zachód od Londynu. W 2011 roku civil parish liczyła 2604 mieszkańców.